# Linge-compagnie

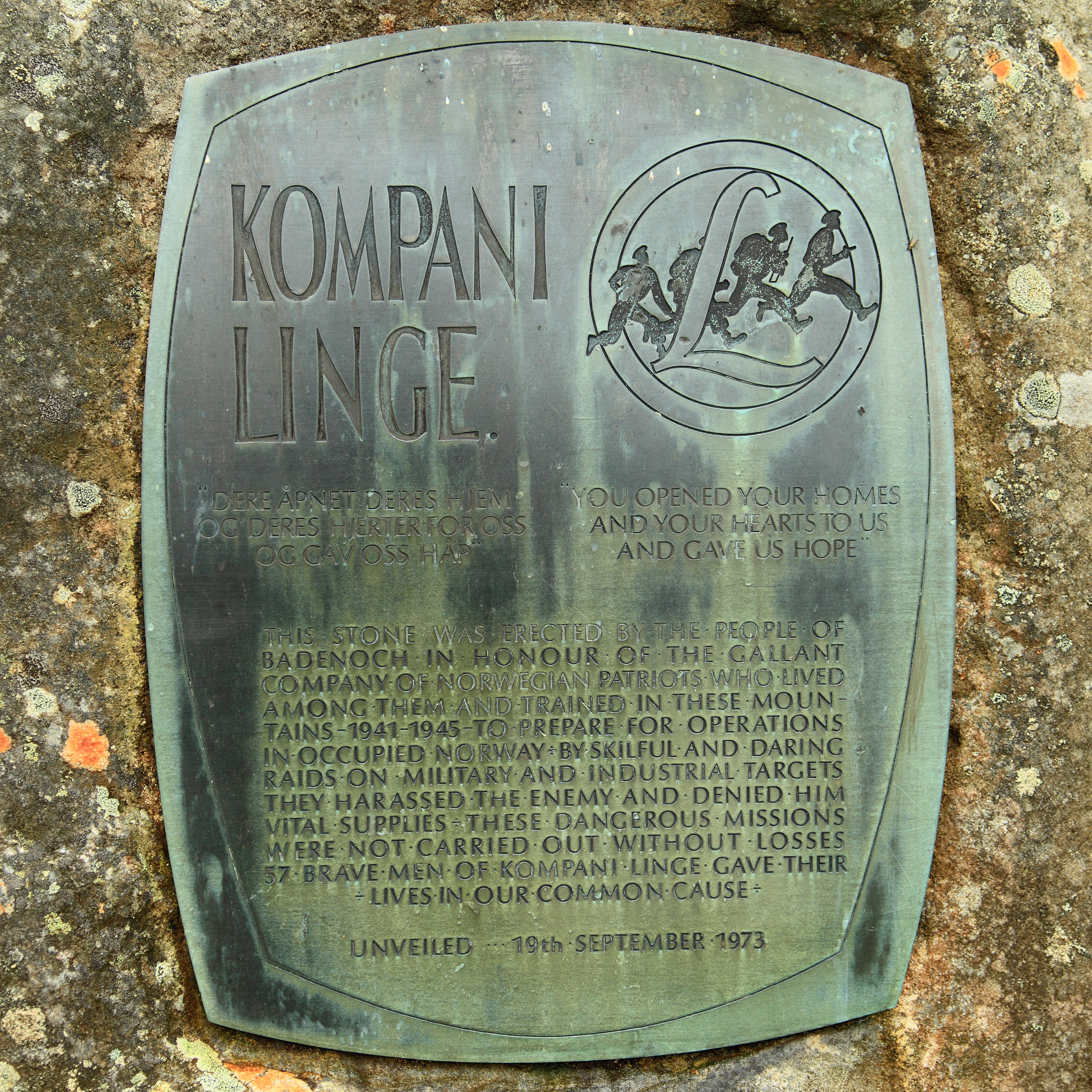
Gedenkplaat

De Linge-compagnie (Noors: Kompani Linge) was een Noorse verzetsorganisatie uit de Tweede Wereldoorlog die deel uitmaakte van het Britse SOE. Zij stond eerst bekend onder NOR.I.C.1. (Noors: Noricen). De groep werd in 1941 opgericht door Kapitein Martin Linge. Daar de Engelse naam geen weerklank vond bij de Noren, werd de naam veranderd in de naam van hun kapitein.
Ze zijn onder andere bekend van de Operatie Freshman wat, tijdens de Tweede Wereldoorlog, het Britse plan was om de fabriek van Norsk Hydro voor zwaar water te Vemork in Noorwegen te vernietigen via een geheime sabotageaanval uitgevoerd door de Royal Engineer Commando’s.
Ook wisten zes Noren uit Flekkefjord van deze groep in 1942 een Noorse veerboot, de Galtesund, te kapen.
Er waren ongeveer 530 Noren aangesloten bij deze groep, waarvan 57 het leven lieten.
Enkele bekende verzetsstrijders van het Linge-compagie zijn:
- Alf Aakre
- Jan Allan
- Johannes S. Andersen
- Odd Andersen
- Svein Blindheim
- Jan Baalsrud
- Eivind Dahl Eriksen
- Per Getz
- Erik Gjems-Onstad
- Gregers Gram
- Sverre Granlund
- Thorlief Daniel Grong

- Evald Hansen
- Hans Rohde Hansen
- Nils Uhlin Hansen
- Knut Magne Haugland
- Knut Haukelid
- Claus Helberg
- Emil Gustav Hvaal (schuilnaam Anchor)
- Kasper Idland
- Fredrik Kayser
- Arne Kjelstrup
- Jan Herman Linge
- Martin Linge (Kapitein)

- Max Manus
- Alf Malland
- Martin Olsen
- Herluf Nygaard
- Arthur Pevik
- Johnny Pevik
- Jens-Anton Poulsson
- Birger Rasmussen
- Joachim Rønneberg
- Einar Skinnarland
- Tobias Skog
- Ingebjørg Skoghaug

- Odd K. Starheim; schuilnaam: (Ola Svendsen)
- Inge Steensland
- Hans Storhaug
- Eskil Stuve
- Gunnar Sønsteby
- Edvard Tallaksen
- Anton Telnes
- Ragnar Ulstein
- Arne Vaerum (schuilnaam: (Penguin)
- Knut Wigert
- Karl Johan Aarsæther
- Knut Aarsæther
- Olav Aarsæther